# Cadours
 Cadours  là một xã thuộc tỉnh Haute-Garonne trong vùng Occitanie ở tây nam nước Pháp. Xã nằm ở khu vực có độ cao trung bình 240 mét trên mực nước biển.

## Di tích

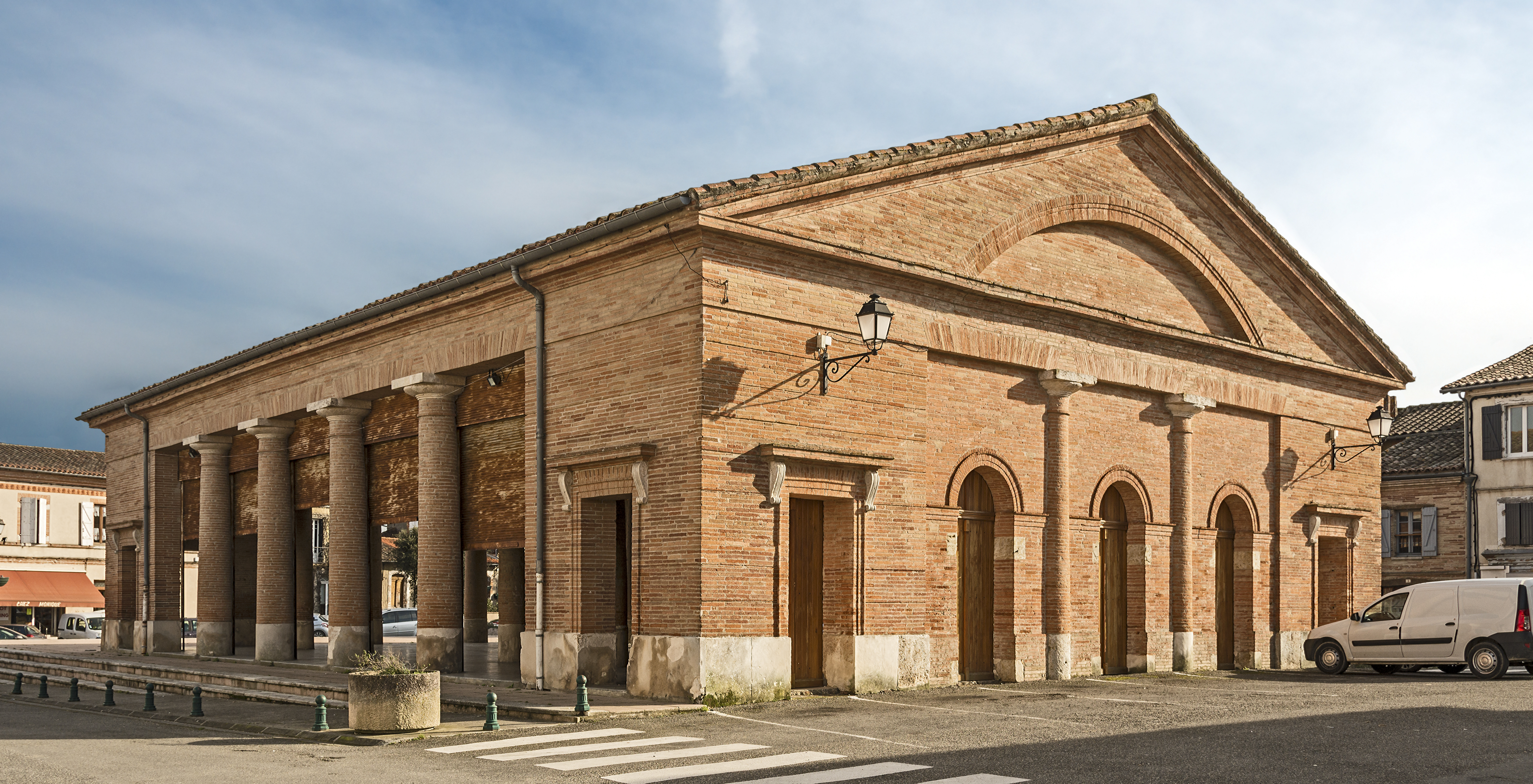
phòng thị trường.
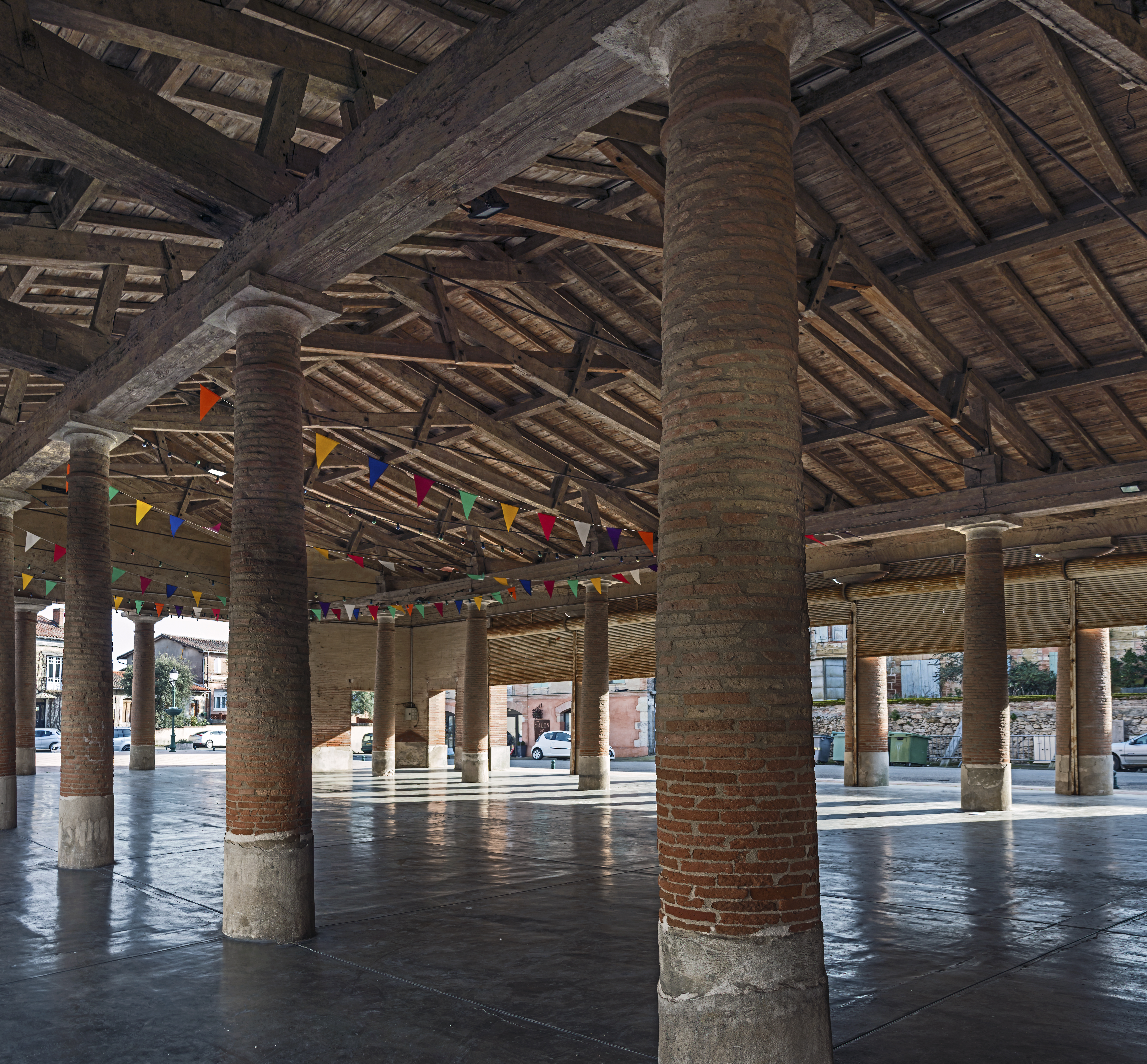
Bên trong hội trường thị trường.
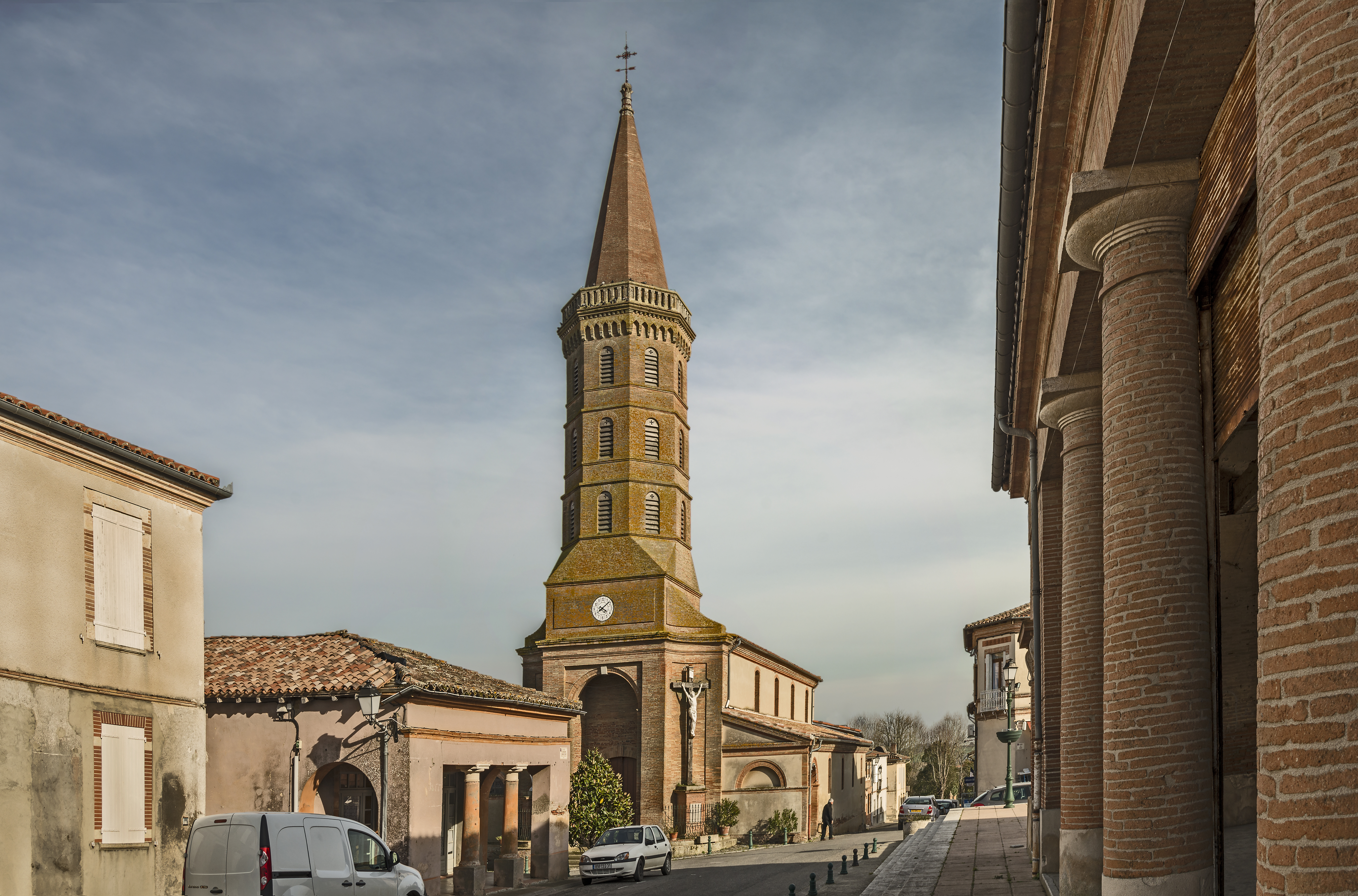
Nhà thờ.
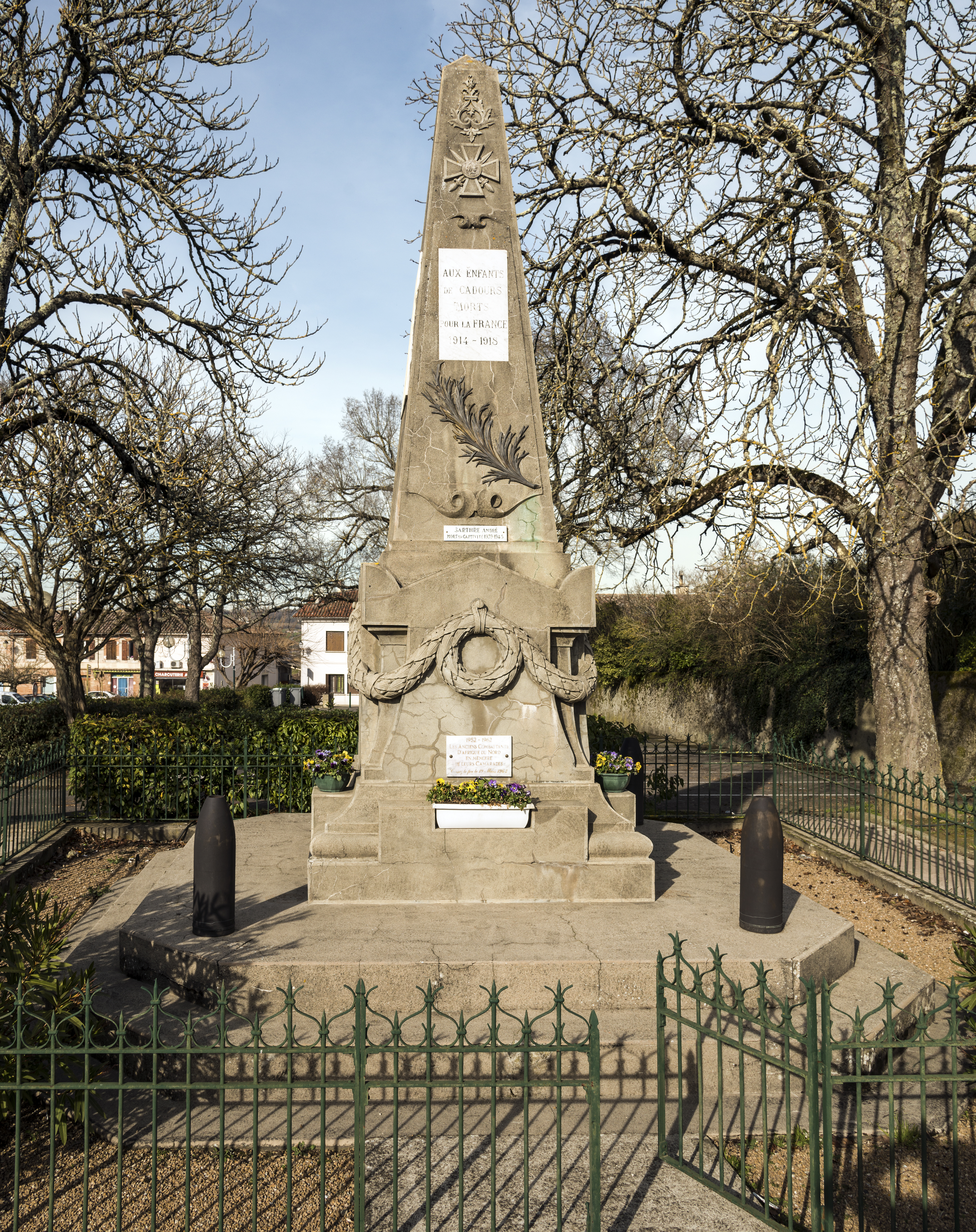
Đài tưởng niệm Chiến tranh.